# Copa de la UEFA 1982-1983
La Copa de la UEFA 1982-83 fou guanyada per l'RSC Anderlecht, que va derrotar el Benfica en la final a doble partit, per un resultat global de 2-1.

## Primera ronda
| Equip 1                     | Global | Equip 2                  | Anada | Tornada |
| --------------------------- | ------ | ------------------------ | ----- | ------- |
| 1. FC Kaiserslautern        | 6-0    | Trabzonspor              | 3-0   | 3-0     |
| AS Roma                     | 4-3    | Ipswich Town FC          | 3-0   | 1-3     |
| AEK Atenes FC               | 0-6    | 1. FC Koln               | 0-1   | 0-5     |
| AS Saint-Etienne            | 4-1    | Tatabányai Bányász SC    | 4-1   | 0-0     |
| Borussia Dortmund           | 0-2    | Rangers FC               | 0-0   | 0-2     |
| Dundee United FC            | 3-1    | PSV Eindhoven            | 1-1   | 2-0     |
| FC Utrecht                  | 0-3    | FC Porto                 | 0-1   | 0-2     |
| Bohemians CKD Praha         | 7-1    | FC Admira/Wacker         | 5-0   | 2-1     |
| FC Carl Zeiss Jena          | 3-6    | FC Girondins de Bordeaux | 3-1   | 0-5     |
| FC Dinamo Tbilisi           | 2-2(c) | SSC Napoli               | 2-1   | 0-1     |
| FC Progres Niedercorn       | 0-4    | Servette FC              | 0-1   | 0-3     |
| FC Spartak Moscou           | 8-4    | Arsenal F.C.             | 3-2   | 5-2     |
| CS Universitatea Craiova    | 3-2    | ACF Fiorentina           | 3-1   | 0-1     |
| FC Vorwärts Frankfurt       | 3-3(c) | Werder Bremen            | 1-3   | 2-0     |
| Ferencvarosi TC             | 3-2    | Athletic Club            | 2-1   | 1-1     |
| Glentoran FC                | 1-4    | TJ Banik Ostrava         | 1-3   | 0-1     |
| Grazer AK                   | 1-4    | Corvinul Hunedoara       | 1-1   | 0-3     |
| HFC Haarlem                 | 5-4    | K.A.A. Gent              | 2-1   | 3-3     |
| Fram                        | 0-7    | Shamrock Rovers FC       | 0-3   | 0-4     |
| Lyngby Boldklub             | 3-4    | IK Brage                 | 1-2   | 2-2     |
| Manchester United FC        | 1-2    | València CF              | 0-0   | 1-2     |
| PAOK FC                     | (c)2-2 | FC Sochaux-Montbeliard   | 1-0   | 1-2(pr) |
| Pezoporikós Ómilos Làrnakas | 2-3    | FC Zurich                | 2-2   | 0-1     |
| PFC Slavia Sofia            | 4-6    | FK Sarajevo              | 2-2   | 2-4     |
| R.S.C. Anderlecht           | 6-1    | KPT Kuopio               | 3-0   | 3-1     |
| Sevilla FC                  | 6-1    | PFC Levski Sofia         | 3-1   | 3-0     |
| SL Benfica                  | 4-2    | Real Betis               | 2-1   | 2-1     |
| Slask Wroclaw               | 3-2    | FC Dynamo Moscou         | 2-2   | 1-0     |
| Southampton FC              | 2-2(c) | IFK Norrköping           | 2-2   | 0-0     |
| Stal Mielec                 | 1-1(c) | KSC Lokeren              | 1-1   | 0-0     |
| Viking F.K.                 | (c)3-3 | Lokomotive Leipzig       | 1-0   | 2-3     |
| Zurrieq                     | 1-8    | Hajduk Split             | 1-4   | 0-4     |

## Segona ronda
| Equip 1            | Global | Equip 2                  | Anada | Tornada |
| ------------------ | ------ | ------------------------ | ----- | ------- |
| AS Roma            | (p)1-1 | IFK Norrköping           | 1-0   | 0-1     |
| AS Saint-Etienne   | 0-4    | Bohemians CKD Praha      | 0-0   | 0-4     |
| Corvinul Hunedoara | 4-8    | FK Sarajevo              | 4-4   | 0-4     |
| FC Spartak Moscou  | 5-1    | HFC Haarlem              | 2-0   | 3-1     |
| Ferencvarosi TC    | 1-2    | FC Zurich                | 1-1   | 0-1     |
| Hajduk Split       | 4-5    | FC Girondins de Bordeaux | 4-1   | 0-4     |
| SSC Napoli         | 1-4    | 1. FC Kaiserslautern     | 1-2   | 0-2     |
| PAOK FC            | 2-4    | Sevilla FC               | 2-0   | 0-4     |
| R.S.C. Anderlecht  | 6-3    | FC Porto                 | 4-0   | 2-3     |
| Rangers FC         | 2-6    | 1. FC Koln               | 2-1   | 0-5     |
| Shamrock Rovers FC | 0-5    | CS Universitatea Craiova | 0-2   | 0-3     |
| SL Benfica         | 4-1    | KSC Lokeren              | 2-0   | 2-1     |
| Slask Wroclaw      | 1-7    | Servette FC              | 0-2   | 1-5     |
| València CF        | 1-0    | TJ Banik Ostrava         | 1-0   | 0-0     |
| Viking F.K.        | 1-3    | Dundee United FC         | 1-3   | 0-0     |
| Werder Bremen      | 8-2    | IK Brage                 | 2-0   | 6-2     |

## Tercera ronda
| Equip 1                  | Global | Equip 2                  | Anada | Tornada |
| ------------------------ | ------ | ------------------------ | ----- | ------- |
| 1. FC Koln               | 1-2    | AS Roma                  | 1-0   | 0-2     |
| Dundee United FC         | 3-2    | Werder Bremen            | 2-1   | 1-1     |
| FC Girondins de Bordeaux | 1-2    | CS Universitatea Craiova | 1-0   | 0-2(pr) |
| FC Spartak Moscou        | 0-2    | València CF              | 0-0   | 0-2     |
| FC Zurich                | 1-5    | SL Benfica               | 1-1   | 0-4     |
| R.S.C. Anderlecht        | 6-2    | FK Sarajevo              | 6-1   | 0-1     |
| Servette FC              | 3-4    | Bohemians CKD Praha      | 2-2   | 1-2     |
| Sevilla FC               | 1-4    | 1. FC Kaiserslautern     | 1-0   | 0-4     |

## Quarts de final
| Equip 1              | Global | Equip 2                  | Anada | Tornada |
| -------------------- | ------ | ------------------------ | ----- | ------- |
| 1. FC Kaiserslautern | 3-3(c) | CS Universitatea Craiova | 3-2   | 0-1     |
| AS Roma              | 2-3    | SL Benfica               | 1-2   | 1-1     |
| Bohemians CKD Praha  | 1-0    | Dundee United FC         | 1-0   | 0-0     |
| València CF          | 2-5    | R.S.C. Anderlecht        | 1-2   | 1-3     |

## Semifinals
| Equip 1             | Global | Equip 2                  | Anada | Tornada |
| ------------------- | ------ | ------------------------ | ----- | ------- |
| Bohemians CKD Praha | 1-4    | R.S.C. Anderlecht        | 0-1   | 1-3     |
| SL Benfica          | (c)1-1 | CS Universitatea Craiova | 0-0   | 1-1     |

## Final
| Equip 1           | Global | Equip 2    | Anada | Tornada |
| ----------------- | ------ | ---------- | ----- | ------- |
| R.S.C. Anderlecht | 2-1    | SL Benfica | 1-0   | 1-1     |

| Campió de la Copa de la UEFA 1982-83 |
| ------------------------------------ |
| R.S.C. Anderlecht Primer títol       |